# Chasing Liberty
Chasing Liberty (titulada Disfrutando mi libertad en Hispanoamérica) es una película de 2004 sobre la hija del presidente de Estados Unidos. Estuvo dirigida por Andy Cadiff y es protagonizada por Mandy Moore y Matthew Goode.

## Sinopsis
La hija del Presidente, no pudiendo experimentar la vida de una chica de 18 años, escapa de su séquito de agentes de Servicio Secreto mientras viaja en Europa. Se enamora de un extraño británico, quien resulta ser un empleado contratado por su padre para que cuide de ella.

## Reparto
- Mandy Moore - Anna Foster
- Matthew Goode - Agente Especial Ben Calder
- Stark Sands - Grant Hillman
- Tony Jayawardena - Guardia de la Casa Blanca
- Jeremy Piven - Agente Especial Alan Weiss
- Annabella Sciorra - Agente Especial Cynthia Morales
- Sam Ellis - Phil
- Terence Maynard - Harper
- Mark Harmon - Presidente James Foster
- Lewis Hancock - Secretario de Prensa
- Garrick Hagon - Secretario de Estado
- Zac Benoir -
- Jan Goodman -
- Robert Ashe - Jefe de Personal
- Caroline Goodall - Michelle Foster
- Beatrice Rosen - Gabrielle
- Martin Hancock - McGruff
- Jan Pavel Filipenský - Hijo de granjero #2
- The Roots - Ellos mismos